# Michael Nicolaisen
Michael Nicolaisen (* 6. Mai 1995 in Husum) ist ein deutscher ehemaliger Handballspieler.

## Karriere
Michael Nicolaisen spielte bis 2010 bei der HSG SZ Ohrstedt TSV Ostenfeld Wittbek Winnert (HSG SZOWW). Von dort ging er 2010 zur SG Flensburg-Handewitt, wo der 1,96 Meter große Rückraumspieler neben den Einsätzen in der A-Jugend in der Saison 2013/14 in der zweiten Mannschaft spielte und mit der ersten Mannschaft 2014 die EHF Champions League gewann. Ab Sommer 2014 gehörte er zum Bundesliga-Kader der Flensburger. Im Februar 2016 wurde er an den deutschen Zweitligisten TV Emsdetten ausgeliehen. Für die Saison 2016/17 wurde der Rückraumspieler in die Handball Liga Austria an Handball Tirol verliehen. Zwar wurde der Vertrag 2017 um ein Jahr verlängert, jedoch entschloss er sich ab der Saison 2017/18 für den deutschen Drittligisten TSV Altenholz aufzulaufen. Nachdem er in der Saison 2020/21 eine Handballpause eingelegt hatte, beendete er 2022 seine aktive Karriere.

## HLA-Bilanz
| Saison    | Verein         | Spielklasse | Spiele | Tore | 7-Meter     | Feldtore |
| --------- | -------------- | ----------- | ------ | ---- | ----------- | -------- |
| 2016/17   | Handball Tirol | HLA         | 25     | 71   | 8/10        | 63       |
| 2016–2017 | gesamt         | HLA         | 25     | 71   | 8/10 (80 %) | 63       |